# 에테인싸이올
에탄티올(Ethanethiol)은 화학식 CH3CH2SH을 갖는 유기황화합물이다. 뚜렷한 향을 내는 무색의 액체이다. EtSH로 줄여서 쓰며 싸이올기 SH에 결합되는 에틸기(Et) CH3CH2로 구성된다. 에탄올과 기본 구조가 동일하지만 산소 대신 황이 위치한다는 점에서 차이가 있다.